# Parysatis (fille d'Artaxerxès Ier)
Pour les articles homonymes, voir Parysatis.
Parysatis, née au Ve siècle av. J.-C., est la fille illégitime d'Artaxerxès Ier, roi perse de la dynastie achéménide, et d'Andia. Personnage historique, elle est la demi-sœur de Xerxès II, Sogdianos et Darius II. Elle épouse son demi-frère Darius dont elle a quatre fils, Artaxerxès II, et Cyrus le Jeune, Ostanès et Oxathrès et deux filles Amastris et Apama.

## Biographie
Parysatis apprécie beaucoup plus Cyrus qu’Artaxerxès, et cherche à le faire couronner après la mort de son père. Darius étant tombé malade, elle appelle Cyrus, qui est gouverneur des provinces maritimes d'Asie, pour qu'il revienne avec l'espérance que sa mère aurait obtenu du roi qu’il le désigne comme son successeur au trône. Mais Darius déclare son fils aîné roi, sous le nom d’Artaxerxès, et laisse à Cyrus le gouvernement de la Lydie et des provinces maritimes de l'empire, avec les titres de satrape et de général. Quand Cyrus est vaincu et tué à la bataille de Counaxa en 401 av. J.-C., elle blâme Tissapherne pour la mort de son fils et le fait assassiner un peu plus tard à Colosses en Phrygie[réf. nécessaire].

## Musique

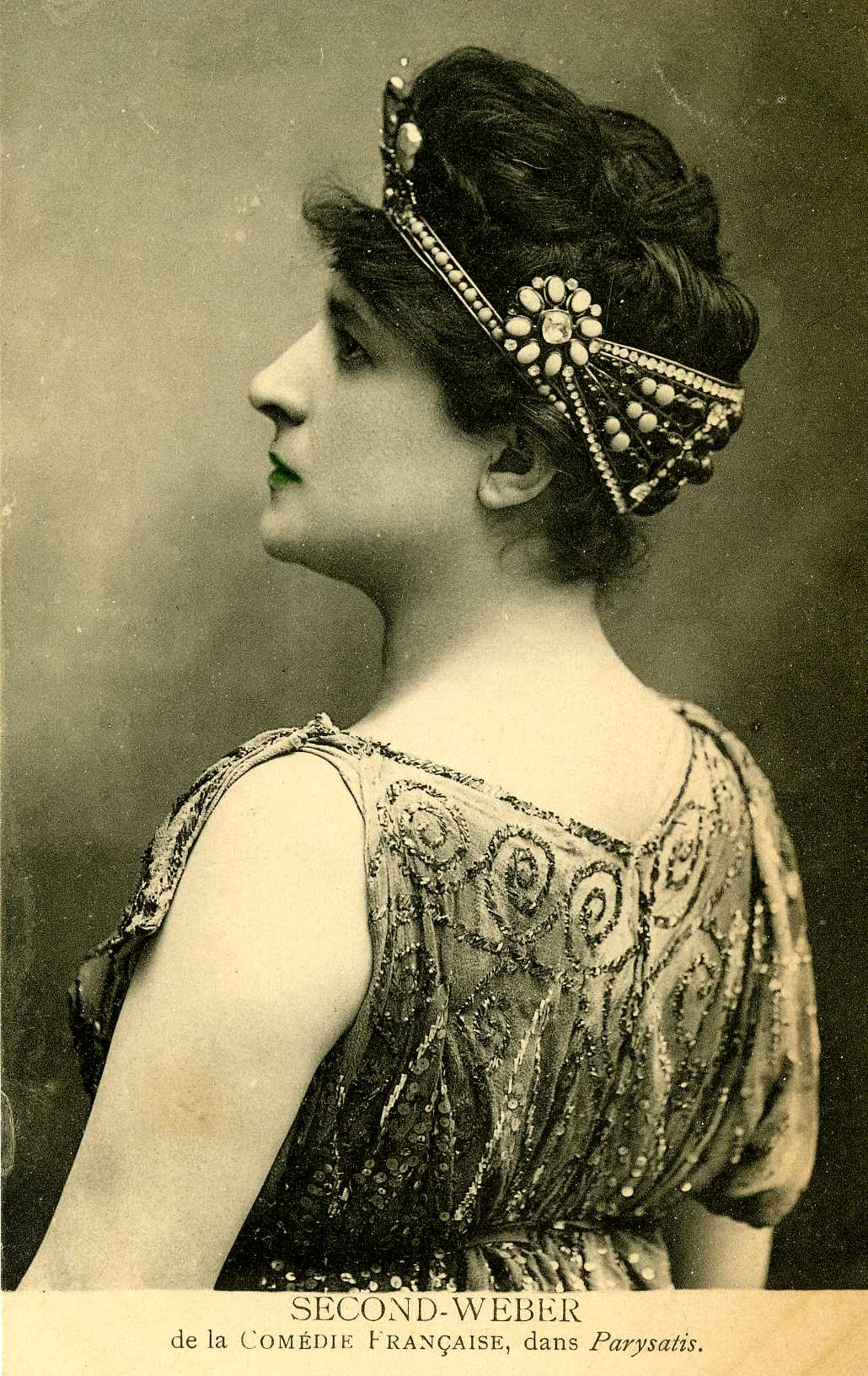
Caroline-Eugénie Segond-Weber dans le rôle de Parysatis en 1902.

Parysatis est le sujet d'un drame lyrique, en trois actes et un prologue, créé par Jane Dieulafoy (1902), dont la musique a été composée par Camille Saint-Saëns.

## Sources
- Xénophon, Anabase [détail des éditions] [lire en ligne], I.